# Epígono de Pérgamo
Epígono de Pérgamo foi um escultor grego do século III a.C., considerado o maior dos escultores da corte Atálida na época. Participou da decoração do Altar de Pérgamo. Também foi-lhe atribuída a autoria das estátuas Gaulês Moribundo e Amazona Morta.